# The Grass Is Green
«The Grass Is Green» (укр. «Трава зелена») — п'ятий сингл канадсько-португальської співачки Неллі Фуртаду з альбому «Folklore». Випущений 28 лютого 2005 року лейблом DreamWorks. Відеокліп не був знятий.

## Список композицій
CD-сингл
1. «The Grass Is Green» (Radio Edit) — 3:50
2. «Party» (Reprise) — 4:52
3. «My Love Goes Deeper» (Non LP Version) — 4:54